# Canal lacrymo-nasal
Pour les articles homonymes, voir canal.

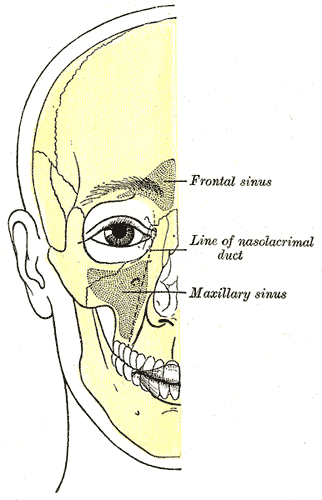
Vue globale de l'insertion sur la face.

Le canal naso-lacrymal (ou canal lacrymo-nasal) est un conduit osseux formé par le cornet nasal inférieur et les sillons lacrymaux de l'os maxillaire et de l'os lacrymal.
Son extrémité supérieure est formée par l'hamulus lacrymal et l'incisure lacrymale.
Il débouche dans la cavité nasale dans la partie antérieure du méat nasal entre le cornet nasal inférieur et le plancher de la cavité nasale.
Un canal membraneux, le conduit lacrymonasal, s'y insère et permet le drainage de l'excédent de liquide lacrymal du sac lacrymal vers la cavité nasale (raison pour laquelle, lorsqu'une personne pleure, le nez se remplit de liquide et qu'elle peut parfois sentir le goût salé des larmes). Tout comme le sac lacrymal, le conduit est un épithélium stratifié, contenant des cellules sécrétrices de mucus, entouré d'un tissu conjonctif. Les canalicules lacrymaux mènent les larmes de l'œil au sac lacrymal.

## Aspect clinique
L'épiphora est le nom donné à l'obstruction, généralement temporaire du canal lacrymal qui ne peut alors plus évacuer l'excès des larmes vers la cavité nasale. Ces dernières coulent alors sur la joue.

## Galerie

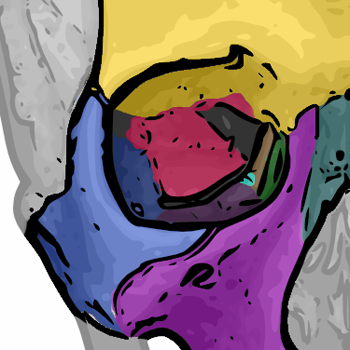
Les sept os qui constituent l'orbite.
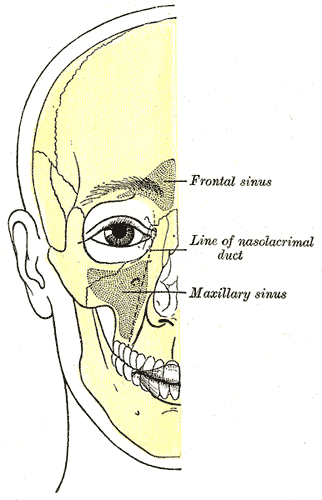
Aperçu des os du visage, montrant la position des sinus aériens.